# Carl Axel Löwenhielm
Carl Axel Löwenhielm, född den 3 november 1772, död den 9 juni 1861, var en svensk greve, militär, diplomat, en av rikets herrar och politiker (däribland statsråd 1822–1839).

## Biografi
Löwenhielm misstänks ha varit son till Karl XIII i hans relation med Augusta von Fersen och i så fall endast halvsyskon till sin bror Gustaf Löwenhielm. Löwenhielm var Sveriges förhandlare under Wienkongressen, där Sverige avträdde Svenska Pommern i utbyte mot att förenas med Norge i  en personalunion.

### Karriär
Löwenhielm deltog i krigsoperationerna i Finland åren 1788–1790, i Pommern 1807, vid norska gränsen och på Åland 1809, samt avancerade till överstelöjtnant vid Kronobergs regemente 1808. År 1811 utnämndes han till chef för Västgöta-Dals regemente, 1812 till generaladjutant och 1814 till generalmajor. År 1815 fick han generallöjtnants namn och förde 1816–1824 befälet över 8:e infanteribrigaden och 1816 blev han överstekammarjunkare. Under åren började han sitt diplomatiska arbete som legationskavaljer i Konstantinopel och gjorde betydelsefulla insatser som envoyé i Sankt Petersburg åren 1812–1818, under vilken tid han slöt det betydelsefulla fördrag med Ryssland (5 april 1812), som lade grunden till "1812 års politik" genom att garantera Sverige Rysslands bistånd vid förvärvet av Norge. Därefter följde han kejsar Alexander under hela kriget mot Napoleon i Ryssland, Tyskland och Frankrike (1812–1814) och deltog som Sveriges ombud i Châtillonkongressen i Châtillon-sur-Seine (1814) och Wienkongressen (1814–1815). Först efter Karl XIV Johans tronbestigning år 1818 öppnades den civila ämbetsmannabanan; han blev 1819 president i Krigskollegium och var statsråd från 1822 till sommaren 1839, då han avgick på grund av ålder och sjukdom. Åren 1825–1826 tjänstgjorde han som ordförande i Styrelsen över fängelser och arbetsinrättningar i riket och var från 1838 till sin död ordförande i Tabellkommissionen. År 1807 invaldes han till ledamot i Krigsvetenskapsakademien. År 1857 var han ståthållare på Drottningholms och Svartsjö slott.
Han var serafimerriddare och kommendör av Svärdsorden samt riddare av Carl XIII:s orden.